# Riccardo Primo

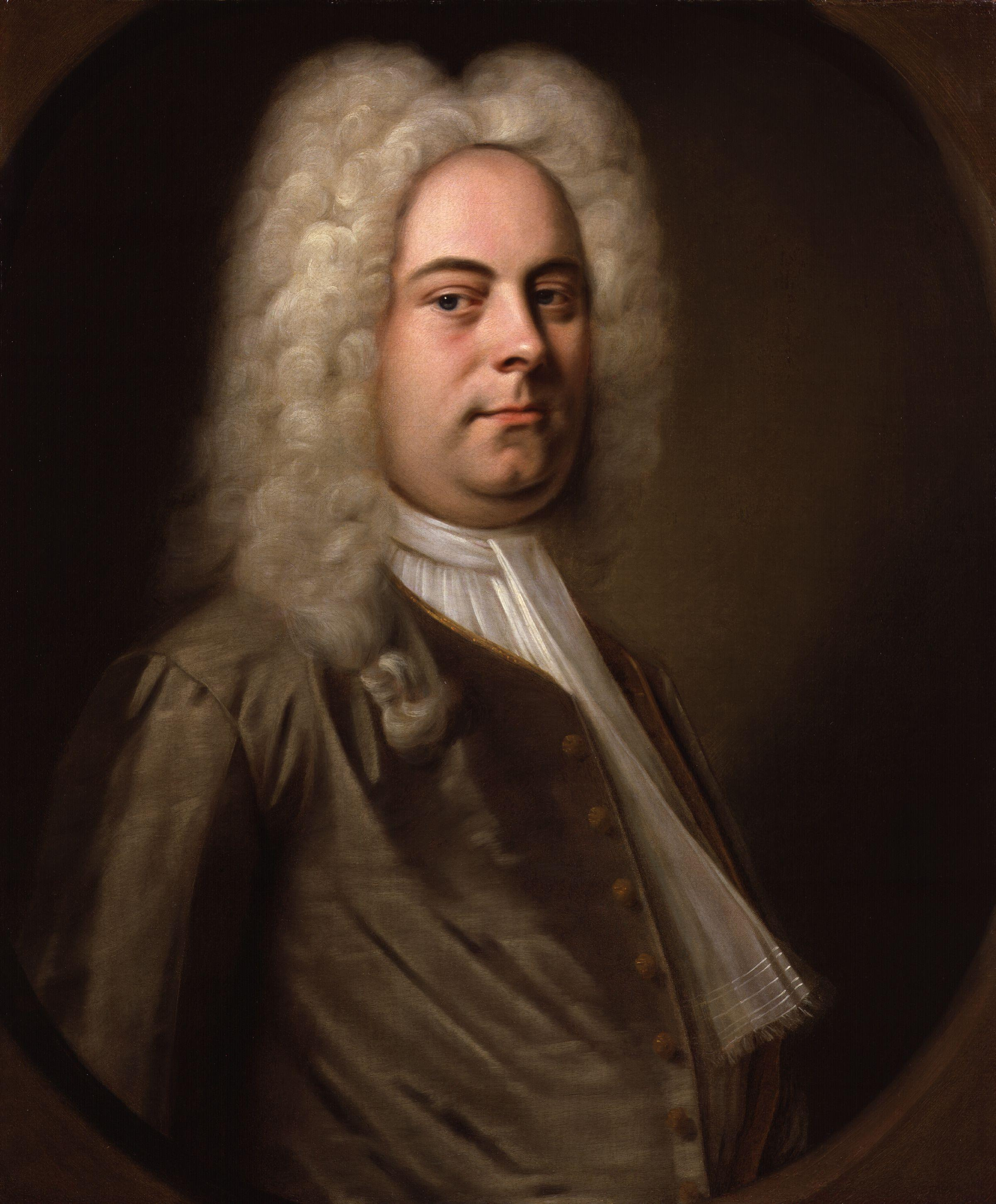
Georg Friedrich Händel

Riccardo I, re d'Inghilterra (Rikard I, kung av England) (HWV 23) är en opera seria i tre akter med musik av Georg Friedrich Händel och libretto av Paolo Rolli, omarbetat efter Francesco Brianis libretto Isacio tiranno (1710). Texten bygger på historien om kung Rikard Lejonhjärta.

## Historia
Operan hade premiär den 12 mars 1726 på The Queen's Theatre, Haymarket, London (senare The King's Theatre). Premiären skedde en månad efter kröningen av Georg II av Storbritannien (vid vilken Händels berömda kröningsmusik spelades för första gången). Valet av ett engelskt ämne för operan kan ha varit avsett som en gest av tacksamhet från Händels sida; i februari hade han blivit brittisk medborgare. Operan utspelas dock inte i England utan på Cypern. Riccardo Primo spelades elva gånger och hade 1729 premiär i Hamburg under ledning av Georg Philipp Telemann.

## Personer
- Riccardo (altkastrat)

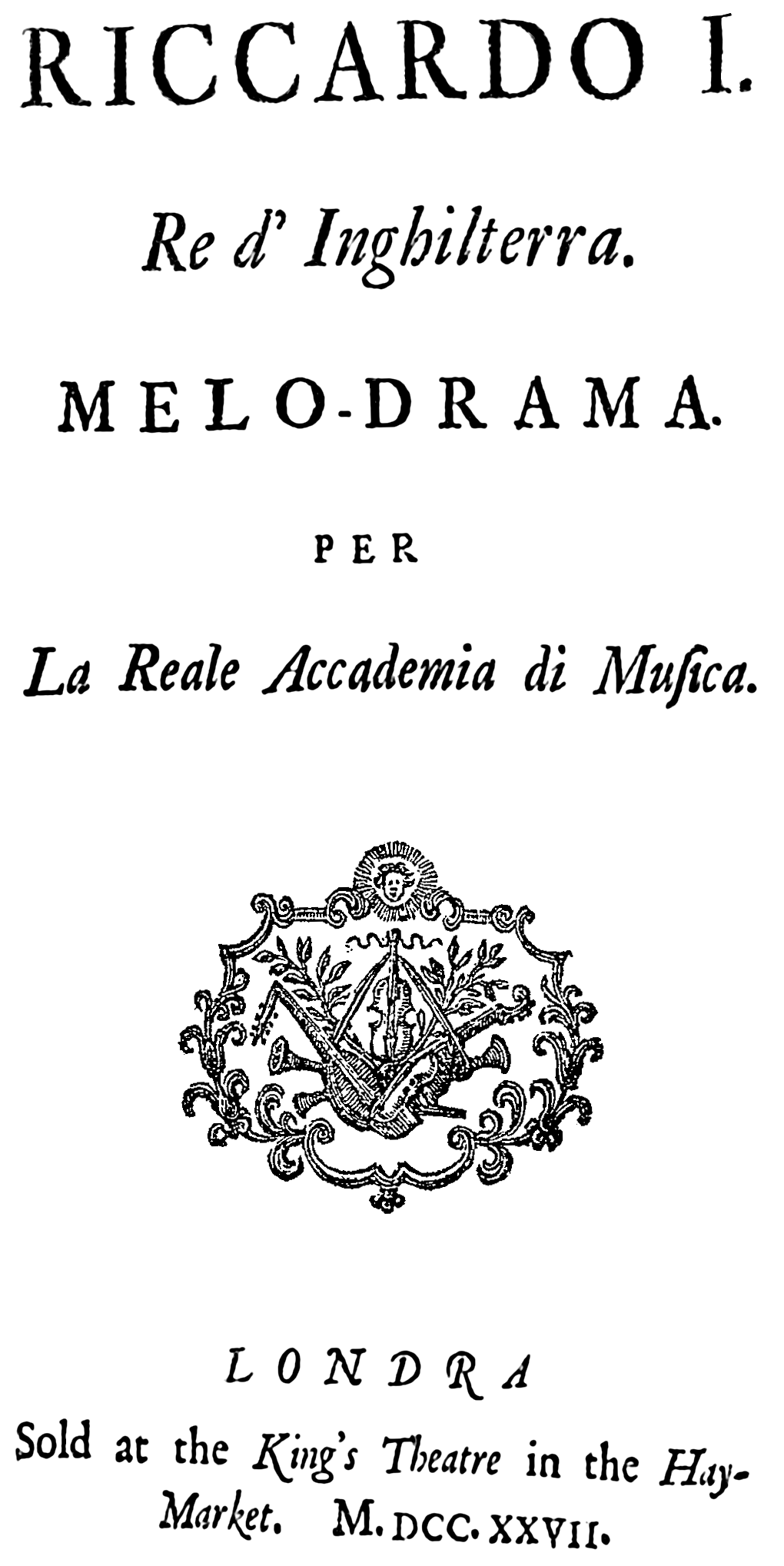
Titelsida av librettot.

- Costanza, dotter till kungen av Navarra (sopran)
- Isacio, Guvernör av Cypern (bas)
- Pulcheria, hans dotter (sopran)
- Oronte, Prins av Syrien (altkastrat)
- Berardo, Costanzas kusin (bas)

## Handling
Costanza reser för att möta och gifta sig med Riccardo som har lidit skeppsbrott på Cypern. Väl där maskerar hon sig under falskt namn vid tyrannen Isacios hov och får stå ut med närgången uppvaktning från prins Oronte och Isacio. Riccardo närmar sig Cypern med sin armé för att frita Costanza. Han ber Isacio att släppa henne och röjer därmed hennes rätta identitet. Isacio vet att Riccardo aldrig har sett Costanza personligen och skickar därför sin egen dotter Pulcheria att möta Riccardo. Möter faller väl ut till en början men när nyheten når Oronte berättar han sanningen för Riccardo och erbjuder honom sitt stöd mot Isacio. Isacio avvisar ett fredligt utbyte och rustar för krig mot Riccardo och Oronte. I striden segrar Riccardo och Costanza blir frigiven. Isacio fängslas. Costanza får ett svärd att döda Isacio med men hon skonar honom för Pulcherias skull. Riccardo får sin rätta brud. Pulcheria och Oronte förenas och tar över tronen på Cypern.